# Coplas por la muerte de su padre
Coplas por la muerte de su padre é o título de uma elegia organizada em coplas escrita por Jorge Manrique por ocasião da morte do seu pai o Mestre de Santiago Rodrigo Manrique, ocorrida em 11 de novembro de 1476. É considerada como uma das obras primas da literatura espanhola. Como tal, trata-se de um poema muitas vezes adaptado, musicado e glosado por várias figuras da cultura espanhola. 
O poema está dividido numa introdução sobre a finitude da vida humana (coplas I a III), uma longa invocação sobre em que se mencionam episódios da história espanhola do século XV testemunhados por D. Rodrigo e pelo próprio poeta, enfatizando a futilidade das coisas terrenas (coplas IV a XXIV), o elogio de D. Rodrigo (coplas XXV a XXXII), um diálogo entre a Morte e D. Rodrigo (coplas XXXIII a XXXIX) que inclui a oração final de Dom Rodrigo em que invoca a salvação oferecida por Jesus feito homem e lhe pede perdão. A última copla conclui com a encomendado da sua alma que ocupa a copla XL.
As Coplas tiveram uma grande difusão também em Portugal, não obstante a menção clara . Segundo Garcia de Resende, que foi pajem de D. João II, o rei lhe “perguntou se sabia as trovas de dom Jorge Manrique, que começam Recuerde el alma dormida. O apreço do rei pela obra é mais interessante quando se considera que o verso XXXII menciona o serviço que D. Rodrigo prestou ao seu "rei natural" contra Afonso V, pai de João II, aludindo ao seu confronto : "Pues nuestro rey natural, / si de las obras que obró / fue servido, / dígalo el de Portugal, / y en Castilla quien siguió / su partido".